# 約定的夢幻島漫畫章節列表
約定的夢幻島漫畫章節列表列出日本漫畫《約定的夢幻島》每一話的標題以及刊載期號。相關翻譯使用台灣東立出版社提供的官方譯名。

## 單行本已收錄
- 「卷彩」表示有卷頭彩頁（巻頭カラー）
- 「中彩」表示有中央彩頁（センターカラー）

| 1. GF之家（，Gurēsu Fīrudo Hausu）（2016年35號）卷彩 2. 出口（，Deguchi）（2016年36·37合併號）中彩 3. 鐵壁般的女人（，Tetsu no on'na）（2016年38號） 4. 「最好的辦法」（，Saizen）（2016年39號） 5. 被她將了一軍（，Yarareta!）（2016年40號） 6. 卡洛與克羅妮（，Kyaroru to Kurōne）（2016年41號） 7. 拜託妳了（，Tanonda zo）（2016年42號） |

| 1. 我有個想法（，Kangae ga aru）（2016年43號） 2. 來玩鬼抓人嘛（，Onigokko shimashō）（2016年44號） 3. 控制（，Kontorōru）（2016年45號）中彩 4. 內應①（，Naitsūsha 1）（2016年46號） 5. 內應②（，Naitsūsha 2）（2016年47號） 6. 內應③（，Naitsūsha 3）（2016年48號） 7. 王牌（，Kirifuda）（2016年49號） 8. 以後就別再那麼想了（，Ni-do to shinaide）（2016年50號） 9. 秘密房間跟W·密涅瓦①（，Himitsu no heya to Wiriamu Mineruva 1）（2016年51號）中彩 |

| 1. 秘密房間跟W·密涅瓦②（，Himitsu no heya to Wiriamu Mineruva 2）（2016年52號） 2. 決心（，Kakugo）（2017年1號）中彩 3. 出貨（，Auto）（2017年2·3合併號） 4. 聯手（，Kyōtō）（2017年4·5合併號） 5. 顯而易見的陷阱（，Miesuita wana）（2017年6號） 6. 誘餌（，Esa）（2017年7號） 7. 徹底破壞吧！（，Buchikowase!!）（2017年8號）卷彩 8. 事前調查①（，Shitami 1）（2017年9號） 9. 事前調查②（，Shitami 2）（2017年10號）中彩 |

| 1. 我想活下去（，Ikitai）（2017年11號） 2. 不會讓你死掉（，Shinasenai）（2017年12號） 3. 潛伏①（，Senpuku）（2017年13號） 4. 潛伏②（，Senpuku 2）（2017年14號） 5. 抵抗（，Teikō）（2017年15號） 6. 空虛（，Kūkyo）（2017年16號） 7. 展開行動①（，Kekkō 1）（2017年17號）中彩 8. 展開行動②（，Kekkō 2）（2017年18號） 9. 展開行動③（，Kekkō 3）（2017年19號） |

| 1. 展開行動④（，Kekkō 4）（2017年20號）中彩 2. 展開行動⑤（，Kekkō 5）（2017年21·22合併號） 3. 逃出（，Dasshutsu）（2017年23號）卷彩 4. 誓言的森林（，Chikai no mori）（2017年24號）中彩 5. 出乎預料（，Sōtei-gai）（2017年25號） 6. 阿爾瓦皮聶拉之蛇（，Aruvapin'nera no hebi）（2017年26號） 7. 來襲（，Shūrai）（2017年27號） 8. 怎麼可以被吃掉（，Kuwarete tamaru ka）（2017年28號）中彩 9. 81194（）（2017年29號） - 番外篇（2017年20號） |

| 1. 戴頭巾的少女（，Zukin no Shōjo）（2017年30號） 2. 救援（，Kyūen）（2017年31號）中彩 3. 孫居跟穆吉卡（，Sonju to Mujika）（2017年32號） 4. 故事（，Mukashi-banashi）（2017年33號）中彩 5. 兩個世界（，Futatsu no sekai）（2017年34號） 6. 教我（，Oshiete）（2017年35號） 7. 朋友（，Tomodachi）（2017年36·37合併號） 8. B06-32①（）（2017年38號）卷彩 9. B06-32②（）（2017年39號） |

| 1. B06-32③（）（2017年40號）中彩 2. B06-32④（）（2017年41號） 3. B06-32⑤（）（2017年42號） 4. 交易①（，Torihiki 1）（2017年43號） 5. 交易②（，Torihiki 2）（2017年44號） 6. 判斷（，Handan）（2017年45號） 7. 挑自己喜歡的（，Suki ni erabe）（2017年46號） 8. 黃金池塘（，Gōrudi pondo）（2017年47號）中彩 9. 你們自求多福啦（，Ikite o suru）（2017年48號） |

| 1. 不死之身的怪物（，Fujimi no kaibutsu）（2017年49號） 2. HELP（，Herupu）（2017年50號） 3. 如果我可以…（，Moshi-mo no watashi）（2017年51號）中彩 4. 秘密花園（，Shīkuretto gāden）（2017年52號） 5. 禁忌的遊戲①（，Kinjirareta asobi ①）（2018年1號） 6. 禁忌的遊戲②（，Kinjirareta asobi ②）（2018年2·3合併號）中彩 7. 事情就是這樣啊（，Kon'na mon' da yo）（2018年4·5合併號） 8. 想帶妳去見的人（，Awasetai hito）（2018年6號） 9. 捉迷藏（，Kakurenbo）（2018年7號） |

| 1. 真正用意（，Shin'i）（2018年8號） 2. CALL（，Kōru）（2018年9號）卷彩 3. 奮起（，Kekki）（2018年10號） 4. 特別的孩子（，Tokubetsu na ko）（2018年11號） 5. 不屈服的蘆葦（，Fukutsu no ashi）（2018年12號）中彩 6. 開戰（，Kaisen）（2018年13號） 7. 無知的廢物們（，Muchi na zako-domo）（2018年14號） 8. 首先解決一隻了（，Mazu ippiki）（2018年15號） 9. 一箭定江山（，Kono hito-ya ni sadamubeshi）（2018年16號） |

| 1. 你這樣算什麼！（，Nanda yo omae!!）（2018年17號）中彩 2. 死守（，Shishu）（2018年18號） 3. 狩獵場的主人（，Kariniwa no aruji）（2018年19號） 4. 經歷13年之後所給的答案（，Jūsan-nen-goshi no kaitō）（2018年20號） 5. 制止（，Hadome）（2018年21·22合併號）中彩 6. 該怎麼辦（，Dō shitara）（2018年23號） 7. 戰力（，Senryoku）（2018年24號） 8. 界限（，Kekkai）（2018年25號） 9. 雪恥之戰（，Ritān matchi，"Return Match"）（2018年26號）卷彩 |

| 1. 會合（，Gōryū）（2018年27號）中彩 2. 要贏（，Katō）（2018年28號） 3. 把現有的子彈（，Arittake o）（2018年29號） 4. 盡量射擊吧（，Uchimakure）（2018年30號） 5. 終結（，Ketchaku）（2018年31號） 6. 所有人都要活著（，Zen'in ikite）（2018年32號） 7. 我們回去吧（，Kaerō ze）（2018年33號） 8. 歡迎妳回來（，O-kaeri）（2018年34號）中彩 9. 希望的未來（，Nozomu mirai）（2018年35號） |

| 1. 開始的聲音（，Hajimari no oto）（2018年36·37合併號）中彩 2. 庫威提達拉（，Kuvitidara）（2018年38號） 3. 抵達（，Tōchaku）（2018年39號） 4. 過來吧（，Oide）（2018年40號） 5. 我們找到了（，Mitsuketa yo）（2018年41號）卷彩 6. 還差一步（，Ato itte）（2018年42號） 7. 放棄（，Suteru）（2018年43號） 8. 虛幻（，Mayakashi）（2018年44號） 9. 活路（，Katsuro）（2018年45號） |

| 1. 令我想吐（，Hedo ga deru）（2018年46號） 2. 都別想走（，Ikasenē）（2018年47號） 3. 前進（，Susume）（2018年48號）卷彩 4. 該做的事（，Subeki koto）（2018年49號） 5. 不速之客（，Nozomazaru kyaku）（2018年50號） 6. 追悼（，Tsuitō）（2018年51號） 7. 樂園之王（，Rakuen no ō）（2018年52號）卷彩 8. 逐一地（，Hitotsu zutsu）（2019年1號） 9. 阿仁與隼人（，Jin to Hayato）（2019年2號） |

| 1. 侵入牢籠①（，Ori e no shin'nyū ①）（2019年3號） 2. 侵入牢籠②（，Ori e no shin'nyū ②）（2019年4·5合併號） 3. 面對面（，Taimen）（2019年6·7合併號）中彩 4. 邂逅（，Kaikō）（2019年8號）卷彩 5. 沒有固定形狀的怪物（，Katachi no nai kaibutsu）（2019年9號） 6. 太好了（，Yokatta ne）（2019年10號） 7. 真心話（，Honshin）（2019年11號） 8. 重要的選擇（，Daiji na sentaku）（2019年12號）中彩 9. 說給我們聽吧（，Kika Seroyo）（2019年13號） |

| 1. 虛偽的同盟（，Usotsuki no Dōmei）（2019年14號）中彩 2. 懇談（，Teidan）（2019年15號） 3. 對立（，Tairitsu）（2019年16號） 4. 決定了（，Kimeta）（2019年17號） 5. 應該承擔的東西（，Seoubeki Mono）（2019年18號） 6. 報告（，Hōkoku）（2019年19號） 7. 歡迎來到「入口」（，"Iriguchi" e Yōkoso）（2019年20號）卷彩 8. 討伐（，Chūbatsu）（2019年21號） 9. 來玩吧（，Asobo）（2019年22·23號） |

| 1. Lost Boy（，Rosuto Bōi）（2019年24號） 2. 搜索（，Sōsaku）（2019年26號） 3. 迷宮（，Meiro）（2019年27號）中彩 4. 變換（，Henkan）（2019年28號） 5. 尋找鬼①（，Oni Sagashi ①）（2019年29號）中彩 6. 尋找鬼②（，Oni Sagashi ②）（2019年30號） 7. 過來了！（，Kita yo!）（2019年31號） 8. 1000年前的「約定」①（，Sennen mae no yakusoku 1）（2019年32號） 9. 1000年前的「約定」②（，Sennen mae no yakusoku 2）（2019年33號） 10. 抹殺（，Massatsu）（2019年34號）中彩 |

| 1. 救救大家（，Tasukete）（2019年35號） 2. 各自的想法（，Sorezore no）（2019年36·37合併號） 3. 王都決戰（，Ōto kessen）（2019年38號）卷彩 4. 積怨（，Sekien）（2019年39號） 5. 我現在去找你（，Ima iku yo）（2019年40號） 6. 有義務去證明（，Shōmei suru gimu）（2019年41號） 7. 700年來的夙願（，700-Nen no higan）（2019年42號） 8. 勝利的是（，Katsu no wa）（2019年43號） 9. 時限（，Kokugen）（2019年44號） |

| 1. 膽小（，Okubyō）（2019年45號）卷彩 2. 突破口（，Toppakō）（2019年46號） 3. 復活（，Fukkatsu）（2019年47號） 4. 讓我們把事情做個了結吧（，Owari ni shimashou）（2019年49號） 5. the world is mine（，Za Wārudo Izumain）（2019年50號） 6. 出生在這世上的意義（，Umarete kita imi）（2019年51號） 7. 謝謝你們（，Arigatō）（2019年52號）中彩 8. 枷鎖（，Ashikase）（2020年2號） 9. Never be Alone（，Nebā Bī Arōn）（2020年3號） |

| 1. 搶奪王座遊戲（，Isu tori gēmu）（2020年4·5合併號）中彩 2. 情勢逆轉（，Hanten）（2020年6·7合併號） 3. 帶著笑容的惡魔（，Egao no akuma）（2020年8號）中彩 4. You Can Fly！（，Yū Kan Furai!）（2020年9號） 5. Go back home（，Gō Bakku Hōmu）（2020年11號） 6. 鬼先生，我在這裡（，Onisan kochira）（2020年12號） 7. 造物主（，Sōzōnushi (Papa)）（2020年13號） 8. 滿分（，Manten）（2020年14號）中彩 9. 跟我一起（，Tomoni）（2020年15號） 10. 敗北（，Haiboku）（2020年16號） |

| 1. 自由（，Jiyū）（2020年17號）卷彩 2. Prisoners（，Purizunāzu）（2020年18號） 3. 全新的世界①（，Atarashī Sekai ①）（2020年19號） 4. 全新的世界②（，Atarashī Sekai ②）（2020年20號） 5. 我回來了！（，Tadaima!）（2020年23號）中彩 6. 母親（，Hahaoya）（2020年24號） 7. 前往人類的世界（，Ningen no Sekai e）（2020年25號） 8. 代價（，Daishō）（2020年26號）卷彩 9. 妳的一切（，Kimi no Subete）（2020年27號） 10. 命運的彼岸（，Unmei no Mukōgishi）（2020年28號）中彩 |

## 單行本未收錄
- 特別番外篇（2020年44號）中彩[21]
- 特別番外篇 追求自由的天空（2021年1號）中彩[22]
- 特別番外篇 母親的決心（2021年2號）中彩[23]
- We Were Born（2021年5·6合併號）中彩[24][註 4]

## 備註
1. ↑  刊載於《週刊少年Jump》時的標題是。
2. ↑  刊載於《週刊少年Jump》時的標題是。
3. ↑  共8篇四格漫畫。
4. ↑  連載版的前身單篇。收錄於《白井カイウ×出水ぽすか短篇集》。